# Elezioni legislative nei Paesi Bassi del 1918
Le elezioni legislative nei Paesi Bassi del 1918 si tennero il 3 luglio per il rinnovo della Tweede Kamer.

## Risultati
| Liste                                                   | Voti      | %     | Seggi |
| ------------------------------------------------------- | --------- | ----- | ----- |
| Lega Generale delle Unioni Elettorali Romano-Cattoliche | 402 908   | 29,97 | 30    |
| Partito Socialdemocratico dei Lavoratori                | 296 145   | 22,03 | 22    |
| Partito Anti-Rivoluzionario                             | 179 523   | 13,36 | 13    |
| Unione Cristiana-Storica                                | 87 983    | 6,55  | 7     |
| Unione Liberale                                         | 83 173    | 6,19  | 6     |
| Lega Libero-Democratica                                 | 71 582    | 5,33  | 5     |
| Lega dei Liberali Liberi                                | 51 195    | 3,81  | 4     |
| Partito Socialdemocratico                               | 42 642    | 3,17  | 3     |
| Lega Economica                                          | 42 042    | 3,13  | 3     |
| Partito della Classe Media                              | 12 663    | 0,94  | 1     |
| Partito Cristiano-Democratico                           | 10 653    | 0,79  | 1     |
| Lega dei Contadini                                      | 8 963     | 0,67  | 1     |
| Lega dei Cristiano-Socialisti                           | 8 416     | 0,63  | 1     |
| Partito Cristiano-Sociale                               | 8 152     | 0,61  | 1     |
| Partito Neutrale                                        | 7 186     | 0,53  | 1     |
| Alleanza per la Democratizzazione dell'Esercito         | 6 830     | 0,51  | 1     |
| Partito Generale di Stato                               | 6 713     | 0,50  | –     |
| Partito di Polizia                                      | 6 189     | 0,46  | –     |
| Partito Politico Riformato                              | 5 179     | 0,39  | –     |
| Altri <0,25%                                            | 6 072     | 0,45  | –     |
| Totale                                                  | 1 344 209 | 100   | 150   |